# Чан Йон Сіль
Чан Йон Сіль (кор. 장영실) — корейський інженер, учений і винахідник часів династії Чосон (1392 — 1897). Хоча він народився як селянин, король Седжон дозволив Чан Йон Сілю працювати в королівському палаці. Його винаходи підкреслюють технологічний прогрес династії Чосон.

## Ранні роки
Народження Чан Йон Сіля записане лише в генеалогії родини Чан і в «Анналах династії Чосон». Згідно з цими записами, його батько, Чан Сон Хві був 8-м поколінням родини Чан. В «Анналах династії Чосон» стверджується, що мати Йон Сіля була кісен(кор. 기생), що призначає його матері та йому соціальний статус чхонмін (кор. 천민 — найнижча каста простолюдинів у династичній Кореї).

## Винаходи

### Астрономічні прилади
Першим завданням Седжона до Чан Йон Сіля було побудувати небесний глобус для вимірювання астрономічних об'єктів. Книги, отримані від арабських і китайських вчених, не містили всіх відомостей. Після двох місяців досліджень він створив сферичний пристрій, який міг працювати із задовільною точністю. У 1433 році, через рік після своєї першої спроби, учений зробив армілярну сферу, відому як Хончхоні (кор. 혼천의). Хончхоні залежав від водяного колеса, щоб обертати внутрішній глобус для вказівки часу. Неважливо, вдень чи вночі це дозволяло інструменту оновлювати положення сонця, місяця та зірок. Пізніші небесні кулі (кор. 규표) могли вимірювати зміни часу відповідно до сезонних коливань.

### Залізний друкарський верстат
Седжон попросив вчених створити кращий друкарський верстат. У 1434 році вчені завершили будівництво Ґабінджи (кор. 갑인자), яка була виготовлена з мідно-цинкових і свинцево-олов'яних сплавів. Кажуть, що вона була удвічі швидшою за попередні друкарські верстати та друкувала китайські ієрогліфи вражаючої краси та чіткості.

### Водяний годинник
У записах Самгук Сагі можна знайти, що в період Трьох Королівств був створений офіс, який наглядав за використанням водяних годинників. Корейський водяний годинник складався з двох поставлених один на одного банок з водою, вода падала зверху вниз із вимірюваною швидкістю. Рівень води показував час доби. Це було дуже незручно, тому що людині доводилося бути постійно на сторожі і щогодини вдаряти в барабан, щоб повідомити інших про точний час.
Такі водяні годинники не були чимось новим, вони вже були винайдені арабами та китайцями. Почувши про використання в інших країнах водяних годинників із самовідбиванням, Седжон доручив Чан Йон Сілю та іншим ученим створити годинник, що імітує такі автоматичні пристрої. Після того, як їхні початкові спроби розробити такий водяний годинник зазнали невдачі, Чан поїхав до Китаю, щоб вивчити різні конструкції водяних годинників. Повернувшись у 1434 році, Чан створив перший у Кореї водяний годинник з самовідбиванням — Чакьокру (кор. 자격루), який автоматично відзначав годину звуками дзвона та барабана.

### Сонячний годинник
Винахід Чана водяного годинника отримав широке поширення по всій країні, однак годинник був дуже дорогий. Розробка сонячного годинника забезпечила дешевшу альтернативу. Чан Йон Сіль та інші вчені створили перший в Кореї сонячний годинник Ангбу-ільґу (кор. 앙부일구), що означало «сонячний годинник у формі горщика, який дивиться в небо». Ангбу-ільґу був бронзовим і складався з чаші з позначкою 13 метрів для вказівки часу та 4 ніжок.

### Дослідження зброї
Коли Седжон дізнався про те, що корейська зброя ближнього бою була дещо важкою, ніж зброя сусідніх країн, він відправив Чан Йон Сіля до провінції Кьонсан, де вчений провів своє раннє життя, розробляючи металеві сплави для різноманітної зброї та інструментів. Оскільки Чан раніше був ґвано (кор. 관노 — рабом на державній службі), він уже мав багато знань про обробку металу, а також знав географію місцевості. Чан дослідив доступні метали та їхні характеристики, а також представив свої дослідження Седжону та генералам, зробивши внесок у розвиток корейської зброї.

### Опадомір
Економіка Кореї за часів династії Чосон була заснована на сільському господарстві та була вразливою до тривалих посух, тому виникла потреба в поліпшенні способів накопичення води. Незважаючи на те, що опадоміри використовувалися в Стародавній Греції та Індії, Чан винайшов перший корейський опадомір у 1441 році під назвою Чикуґі (кор. 측우기) і до 1442 року стандартизований опадомір розміром 42,5 см(висота) і 17 см(діаметр) був запроваджений по всій країні для збору даних про середньорічну кількість опадів у різних регіонах країни.

### Водомір
Щоб забезпечити краще управління водними ресурсами, Седжон попросив учених знайти інструмент, який дозволить селянам оцінити кількість наявної у них води, а в 1441 році Чан Йон Сіль винайшов перший у світі водомір під назвою Супьо (кор. 수표). Це був відкалібрований кам'яний стовп, поставлений посеред водойми, з'єднаний кам'яним мостом.